# Mayo-Tsanaga
Pour l’article homonyme, voir Mayo-Tsanaga (cours d'eau).
Le Mayo-Tsanaga est un département du Cameroun situé dans la région de l'Extrême-Nord, le long de la frontière avec le Nigeria. Son chef-lieu est Mokolo. Il est le plus  peuplé des départements, mis à part ceux englobant les deux grandes métropoles de Douala et Yaoundé.

## Nom
Le département tire son nom du cours d'eau intermittent (le Mayo-Tsanaga) qui le traverse durant la saison des pluies, à partir de Mokolo avant de rejoindre Maroua puis Bogo et le Tchad. Maayo signifie « cours d'eau » en peul du Cameroun.

## Histoire
Le département a été créé en 1984, par scission de l'ancien département du Margui-Wandala en deux, l'autre département étant le Mayo-Sava.

## Organisation territoriale
Le département est découpé en 7 arrondissements et/ou communes :
- Bourrha
- Hina
- Koza
- Mogodé
- Mokolo
- Mozogo
- Soulédé-Roua

## Galerie

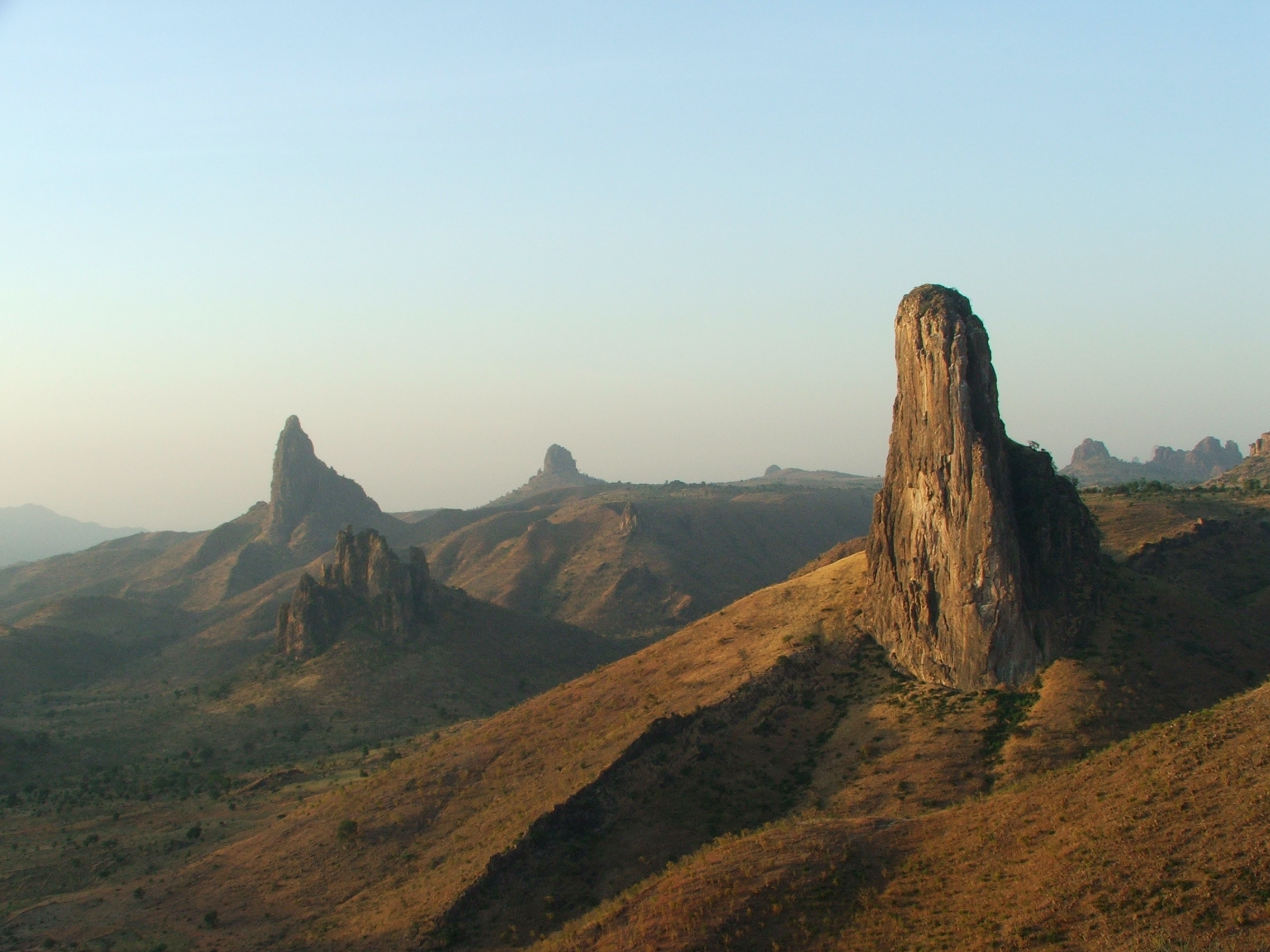
Montagnes Mandara, Cameroun
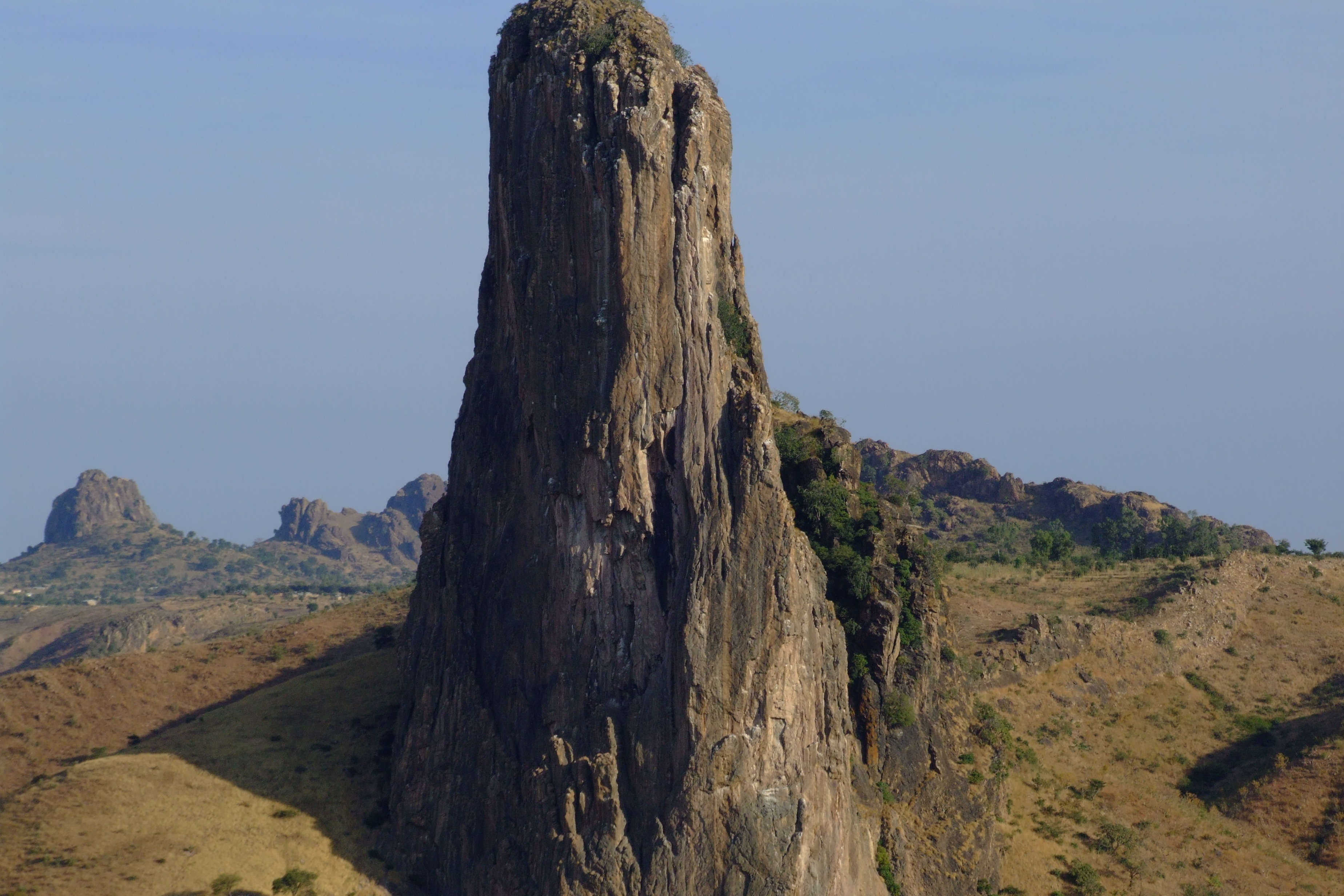
Montagnes Mandara, Cameroun
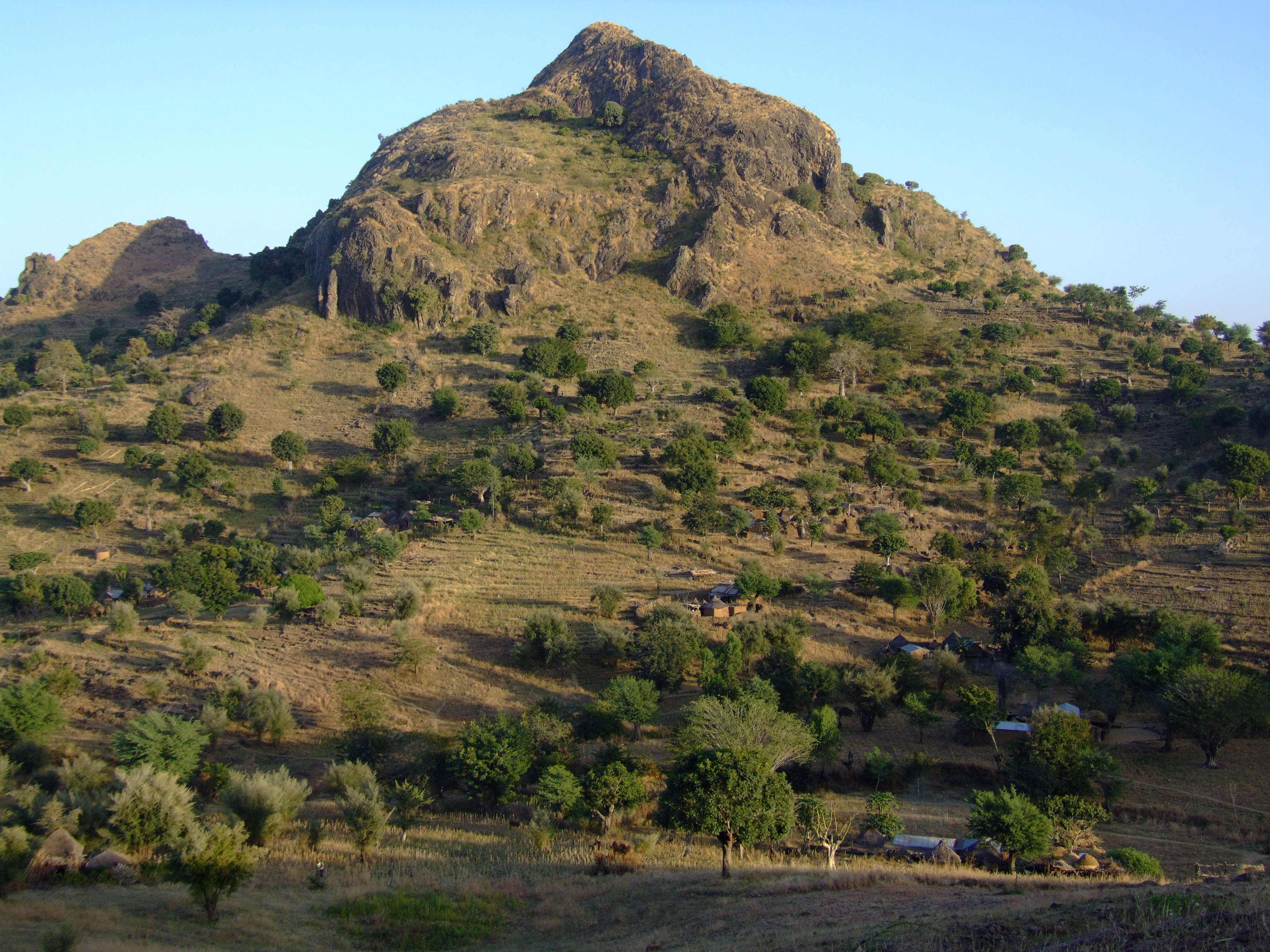
Montagnes Mandara, Cameroun